# NCSA Mosaic
NCSA Mosaic ist ein Webbrowser, der von 1993 bis 1997 am National Center for Supercomputing Applications (NCSA) entwickelt wurde. Er war nach den Browsern WorldWideWeb (1990), ViolaWWW (1991) und Erwise (1992) der vierte seiner Art, der außer Text auch eingebettete Elemente wie Grafiken oder interaktive Elemente anzeigen konnte. Ende 1993 waren etwa 2 Millionen Kopien von NCSA Mosaic im Umlauf.

## Geschichte
Am 21. April 1993 wurde auf der Mailingliste www-talk diese Revolution des Internets mit folgenden Worten angekündigt:

„Hiermit ist die Version 2.0 von NCSA Mosaic, ein vernetztes Informationssystem und ein World-Wide-Web-Browser für X-Window-Systeme freigegeben.“

Bereitgestellt wurde diese genannte Version allerdings erst am 10. November 1993.
Einen Tag später, am 11. November 1993, folgte die Bereitstellung von Version 1.0 für Microsoft Windows.
Die Entwicklung des NCSA Mosaic war zu Beginn ein Projekt der Software Group am National Center for Supercomputing Applications (NCSA) an der Universität von Illinois. Das Entwicklungsteam wurde von Eric Bina und Marc Andreessen angeführt. Vom Viola-Browser wurden die Schaltknöpfe für die Startseite und die Navigation (vor/zurück) übernommen, vom Textbrowser Lynx die Lesezeichen. Es konnten Bilder in den Formaten GIF und HDF dargestellt werden.
Beta-Versionen erschienen ab September 1993 für die Unix-Betriebssysteme SunOS, IRIX, AIX, OSF/1, HP-UX und mit X Window System, für Apples Macintosh System 7 (klassisches Mac OS) sowie für Amiga, Windows NT auf DEC-Alpha-, PowerPC- und MIPS-Rechnern. Versionen für x86-Hardware und Windows 3.1 (Windows 3.x) und Windows 95 (Windows 9x) folgten nach.
Die Firma Spyglass wurde beauftragt, die Software zu verkaufen. Microsoft erwarb 1994 für 2 Millionen Dollar eine Generallizenz. Ab 1995 bezahlte der Konzern 98 Cent pro Kopie. Noch bis zur Version 6 trug der Microsoft Internet Explorer den Hinweis „Basiert auf NCSA Mosaic“.
Mit dem Beginn der wachsenden Popularität des World Wide Web wurden Webbrowser schnell bekannt. Der Name Mosaic wurde in den Jahren 1993/1994 kurzzeitig zum Synonym für Webbrowser.
1994 stieg Marc Andreessen aus dem NCSA-Team aus und gründete mit anderen das Unternehmen Netscape, das den Browser Netscape Navigator entwickelte, der den NCSA Mosaic rasch als führenden Browser ablöste. Die Entwicklung des NCSA Mosaic wurde im Januar 1997 mit dem Erscheinen von Version 3.0 eingestellt.
Am 8. März 2010 wurde von Alan Dipert die Codebasis auf GitHub veröffentlicht. Die Lizenz ist nicht genau angegeben; es wird nur auf die Datei COPYRIGHT verwiesen, die den Lizenztext von 1993 enthält. Alan Dipert gibt an, den Quellcode unter Ubuntu 9.10 kompilieren zu können, und hat einen Screenshot angehängt.